# Veb-razvoj
Veb-razvoj ili razvoj internet softvera (енгл. web development) predstavlja različite poslove koji se obavljaju prilikom razvoja veb-sajta ili veb-aplikacije za internet (svetska mreža) ili intranet (privatna mreža). Nivoi složenosti su različiti i mogu varirati od razvoja najjednostavnije statičke veb-stranice, pa sve do izrade najsloženijih internet aplikacija za elektronsko poslovanje.
Razvoj internet softvera predstavlja celokupnu pripremu i izradu internet stranice. Pod razvojem internet softvera podrazumeva se: veb-dizajn, programiranje, programiranje baza podataka, server administracija, upravljanje sadržajem, marketing. Najčešće se pod razvojem internet softvera smatra samo administracija i programiranje, a opšte prihvaćeno je da je veb-development samo poddeo veb-dizajna, što nije tačno.
Pojam veb-razvoj obuhvata procese kao što su veb-dizajn, izrada i razvoj veb-sadržaja, programiranje, razvoj baza podataka, konfigurisanje servera i mreže, upravljanje sadržajem, razvoj elektronskog poslovanja, marketing itd. U svakodnevnom govoru, pod pojmom veb-razvoja se najčešće podrazumevaju samo veb-dizajn i administracija sadržaja.
U slučaju veće organizacije ili biznisa, timovi za veb-razvoj mogu brojati stotine ljudi (veb-developera). Malim organizacijama su za ovakve poslove dovoljne samo jedna ili dve osobe.
Izrada sajtova (енгл. Website Making) se vrši pomoću nekoliko različitih programskih jezika: HTML, XHTML, CSS, Flash, PHP, Java Script, JQuery itd. Osnova svakog veb-sajta je HTML i svi pretraživači vide isključivo podatke napisane u tom programskom jeziku. Svi ostali programski jezici se koriste u kombinaciji sa HTML-om, za modernizovanje i kreiranje naprednih funkcija sajta.

## Razvoj izrade sajtova
Prvi sajtovi su izrađeni samo pomoću programskog jezika HTML. Vremenom su počeli da se razvijaju alati koji će pomagati programerima da što lakše ispišu kod i naprave sajt. Prvi takav alat je razvio Adobe i zvao se . Ovaj i slični softveri su se koristili sve do uvođenja  standarda, koji je pomerio granice. CSS polako ali sigurno postaje neizostavan deo svakog modernijeg veb-sajta i tako je ostalo do današnjih dana.
Novo doba u izradi veb-sajtova je nastupilo 2003. kada se pojavio  koji se do danas veoma razvio i nastavlja da se razvija. WordPress je zasnovan na PHP programskom jeziku i napravljen je tako, da se prilagođava korisnicima, a ne programerima. Svi najmoderniji sajtovi se zasnivaju na izradi pomoću nekog CMS-a. Najpoznatiji CMS-ovi su WordPress, Joomla, Drupal, Magma.
Posebno interesantni načini izrade sajtova su Drag & Drop sistemi za izradu sajtova. Ovi sistemi su maksimalno prilagođeni korisnicima. Ideja je da korisnici sami mogu da naprave za sebe veb-sajt bez poznavanja bilo kog programskog jezika. Najpoznatiji dragendrop sistemi su Weebly i . Oba sistema se mogu koristiti potpuno besplatno. I  i Weebly imaju svoje prednosti i svoje mane. Wix nudi veoma veliku slobodu i može se pomoću njega napraviti zaista veoma lep sajt. Jedini problem je što Gugl „ne voli” kod koji  kreira. Tako da je sajt kreiran pomoću ovog sistema, bez pomoći programera, ipak amaterski. Weebly je mnogo bolji što se tiče kreiranja koda, ali je dosta limitiran što se tiče opcija. Ipak uz pomoć iskusnog programera u ovom sistemu je moguće kreirati odlične sajtove.

## Oblasti
Veb-razvoj se može podeliti na više različitih oblasti:

### Programiranje na strani klijenta
- asihroni Javaskript
- Javaskript biblioteka
- i

### Programiranje na strani servera
- , -i,  ili

### Baze podataka
- -{Apache Derby
- CouchDB
- FileMaker
- IBM DB2
- IBM Notes
- MariaDB
- Microsoft SQL Server
- MongoDB
- MySQL
- Oracle
- PostgreSQL
- Redis
- SQLite
- Sybase
- WebDNA}-

## Praktični veb-razvoj
U praksi, mnogi veb-developeri poseduju interdisciplinarne veštine, uključujući:
- Grafički dizajn / veb-dizajn
- Strukturiranje informacija, kopirajting

Navedena lista predstavlja jednostavnu podelu koja se po potrebi može proširiti drugim veštinama. Važno je zapamtiti da se veb-razvoj u globalu deli na programiranje na strani klijenta, programiranje na strani servera, rešavanje rasporeda sadržaja na ekranu i dizajn.

## Bezbednost
Prilikom veb-razvoja, moraju se uzeti u obzir mnogi bezbednosni faktori, poput provere podataka unetih preko veb-obrasca, filtriranja sadržaja, ili enkripcije. Napade putem SQL injekcija obično izvode osobe sa zlim namerama i oskudnim poznavanjem procesa veb-razvoja.